# Leposavić
Leposavić (Servisch: Лепосавић; Albanees: Albanik (bepaalde vorm Albaniku), Leposaviq) is een gemeente in het Kosovaarse district Mitrovica. Leposavić telt 18.600 inwoners (2007). De oppervlakte bedraagt 750 km², de bevolkingsdichtheid is 25 inwoners per km².
Deçan · Dragash · Gjakovë · Ferizaj · Fushë Kosovë · Gllogovc · Gjilan · Gračanica (Graçanicë) · Hani i Elezit · Istog · Junik · Kaçanik · Kamenicë · Klinë · Klokot (Kllokot) · Leposavić (Albanik) · Lipjan · Malishevë · Mamuşa (Mamushë) · Mitrovicë · Novobërdë · Obiliq · Parteš (Partesh) · Pejë · Podujevë · Pristina (Prishtinë, Priština) · Prizren · Rahovec · Ranilug (Ranillug) · Skënderaj · Štrpce (Shtërpcë) · Shtime · Suharekë · Viti · Vushtrri · Zubin Potok (Zubin Potok) · Zvečan (Zveçan)